# Bojiganga
Bojiganga y boxiganga son los nombres con los que en los siglos XVI y XVII se designaba en España a un tipo de compañía corta de cómicos de la legua compuesta por dos mujeres, un muchacho y hasta seis o siete hombres. De la clasificación histórica de tipos de compañía de teatro del Barroco español, la bojiganga es, junto con la garnacha, la farándula y la compañía propiamente dicha, una de las ocho que enumera Villandrando en su libro El viaje entretenido. En concreto, al describir la vida y costumbres de los integrantes de una bojiganga lo hace así:

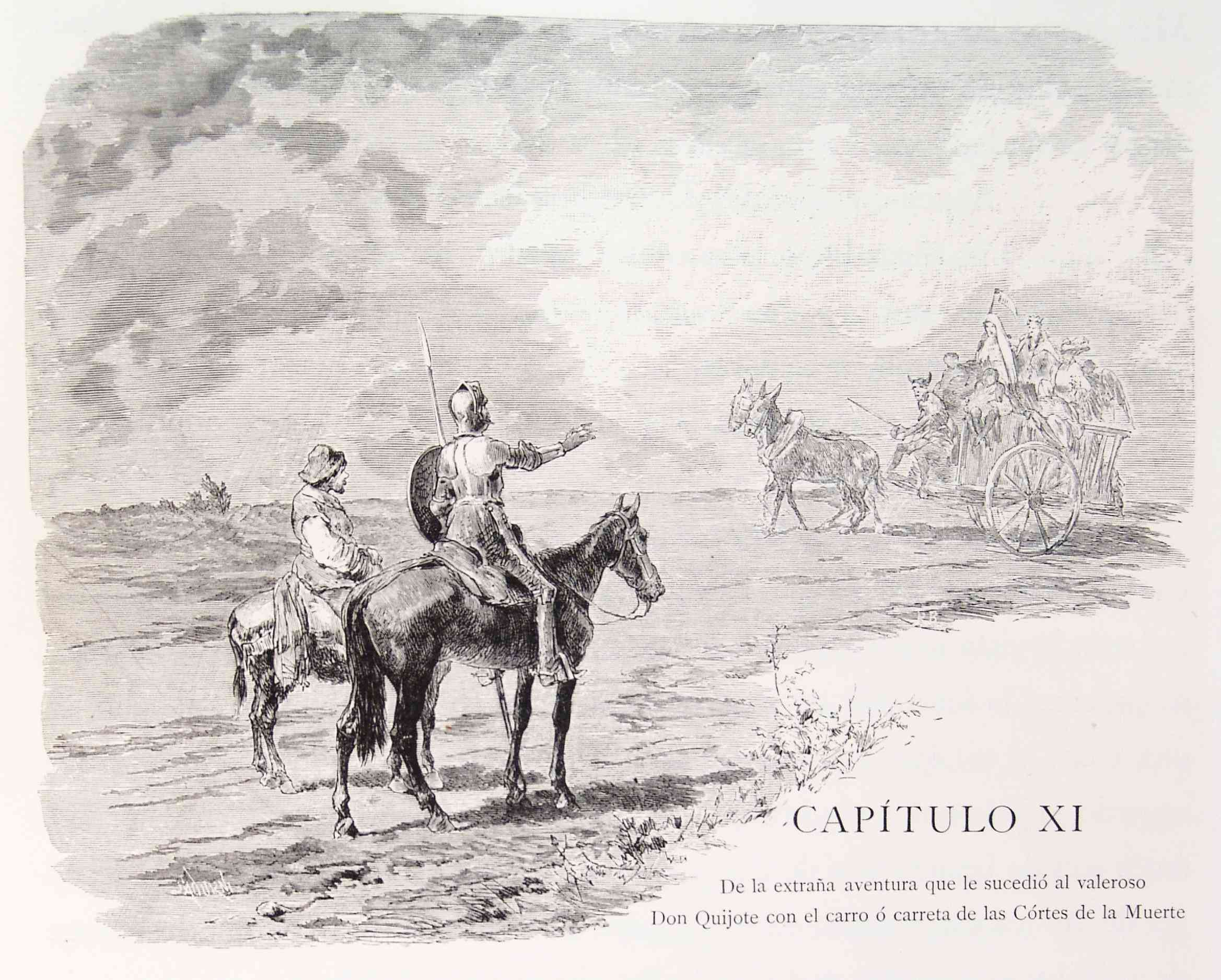
Don Quijote; edición anotada por Nicolás Díaz de Benjumea e ilustrada por Ricardo Balaca (1880-1883).

"...Éstos traen seis comedias, tres o cuatro autos, cinco entremeses, dos arcas, una con hato de la comedia y otra de las mujeres. Alquilan cuatro jumentos, uno para las arcas y dos para las hembras, y otro para remudar los compañeros a cuarto de legua (conforme hiciere cada uno la figura y fuere de provecho en la chacota). Suelen traer, entre siete, dos capas, y con éstas van entrando de dos en dos, como frailes. Y sucede muchas veces, llevándosela el mozo, dejarlos a todos en cuerpo. Estos comen bien, duermen todos en cuatro camas, representan de noche, y las fiestas de día, cenan las más veces ensalada, porque como acaban tarde la comedia, hallan siempre la cena fría. Son grandes hombres de dormir de camino debajo de las chimeneas, por si acaso están entapizadas de morcillas, solomos y longanizas, gozar de ellas con los ojos, tocarlas con las manos y convidar a los amigos, ciñéndose las longanizas al cuerpo, las morcillas al muslo y los solomos, pies de puerco, gallinas y otras menudencias en unos hoyos en los corrales o caballerizas; y si es en ventas en el campo (que es lo más seguro), poniendo su seña para conocer dónde queda enterrado el tal difunto. Este género de bojiganga es peligrosa, porque hay entre ellos más mudanzas que en la luna y más peligros que en frontera (y esto es si no tienen cabeza que los rija)."
 Agustín de Rojas Villandrando

## Bojigangas y mojigangas
A pesar de ser dos términos relacionados con el teatro y su picaresca en el marco del Siglo de Oro español, bojiganga y mojiganga no deben confundirse. La RAE le atribuye a la primera, la pequeña compañía cómica, origen en la voz romance «voxiga», variación de vejiga, y no explica más. En cuanto a  mojiganga, la Academia (tras recomendar que se consulte bojiganga), la define como breve obra dramática "para hacer reír", o sea cómica, con elementos extravagantes o ridículos; y enuncia otras dos acepciones relacionadas: la mojiganga como burla y la mojiganga como fiesta de disfraces.

## La versión de Cervantes
Por su parte, Miguel de Cervantes, en el capítulo XI de la segunda parte del Quijote, habiéndose topado el ingenioso caballero en el camino con una carreta de cómicos de la legua, describe al que oficia de bojiganga con estas palabras: "El que guiaba las mulas y servía de carretero era un feo demonio." Luego completará la descripción detallando que va vestido con cascabeles, da saltos, hace piruetas y baila; y para terror y diversión del público usa como cachiporra un palo con vejigas de vaca hinchadas (las «voxigas» citadas por la Real Academia en su escueta definición).
Cervantes completa su magnífica descripción de la bojiganga en estas líneas de plata:

"La primera figura que se ofreció a los ojos de don Quijote fue la de la misma Muerte, con rostro humano; junto a ella venía un ángel con unas grandes y pintadas alas; a un lado estaba un emperador con una corona, al parecer de oro, en la cabeza; a los pies de la Muerte estaba el dios que llaman Cupido, sin venda en los ojos, pero con su arco, carcaj y saetas. Venía también un caballero armado de punta en blanco, excepto que no traía morrión, ni celada, sino un sombrero lleno de plumas de diversos colores; con éstas venían otras personas de diferentes trajes y rostros."
Miguel de Cervantes. Capítulo XI de la Segunda Parte del Quijote: El ingenioso caballero don Quijote de la Mancha.

### Permanencia
En los primeros años del siglo XXI existen en España una compañía teatral fundada en 1997 y un grupo de música tradicional llamado La Bojiganga, que sacó en mayo de 2014 un disco titulado "El viaje entretenido", en memoria de Agustín de Rojas Villandrando.